# Commelinidae
Az Commelinidae a zárvatermők egy csoportja. A hagyományos rendszertanok (pl. Cronquist-rendszer, Tahtadzsján-rendszer) az egyszikűek osztályának egy alcsaládjaként tartják számon. Az Angiosperm Phylogeny Group rendszertanaiban, így a legkorszerűbb APG IV-rendszerben is a commelinids névvel jelzett kládnak feleltethető meg.
Az APG III leírásában a commelinids (az APG I-rendszerben még commelinoids) a monocots klád – az egyszikűek (Monocotyledoneae) – egyetlen névvel ellátott, rend szintje fölötti kládja. A többi egyszikűek összessége parafiletikus csoportot alkot, szokás rájuk alapi helyzetű egyszikűekként (basal monocots) is hivatkozni. A commelinids leírása nem sokban változott az APG-rendszer 1998-as kiadása óta, a Dasypogonaceae család a pálmavirágúakba sorolásán kívül. Az APG IV-rendszer azonban a Liliidae és az Alismatidae nevet is használja két egyszikűkládra a commelinidsen kívül.

## Rendszerezés
A commelinids klád kladogramja az APG IV-rendszer szerint:
|  | \| \| Zingiberales \| \| \| \| \| \| Commelinales \| \| \| \| |
|  |                                                               |
|  | Zingiberales                                                  |
|  |                                                               |
|  | Commelinales                                                  |
|  |                                                               |

|  | Zingiberales |
|  |              |
|  | Commelinales |
|  |              |

|  | \| \| Zingiberales \| \| \| \| \| \| Commelinales \| \| \| \| |
|  |                                                               |
|  | Zingiberales                                                  |
|  |                                                               |
|  | Commelinales                                                  |
|  |                                                               |

|  | Zingiberales |
|  |              |
|  | Commelinales |
|  |              |

|  | \| \| Zingiberales \| \| \| \| \| \| Commelinales \| \| \| \| |
|  |                                                               |
|  | Zingiberales                                                  |
|  |                                                               |
|  | Commelinales                                                  |
|  |                                                               |

|  | Zingiberales |
|  |              |
|  | Commelinales |
|  |              |

|  | \| \| Zingiberales \| \| \| \| \| \| Commelinales \| \| \| \| |
|  |                                                               |
|  | Zingiberales                                                  |
|  |                                                               |
|  | Commelinales                                                  |
|  |                                                               |

|  | Zingiberales |
|  |              |
|  | Commelinales |
|  |              |